# كريل بسيط
ايفوزي بسيط أو كريل بسيط (الاسم العلمي:Nyctiphanes simplex) هو نوع من الحيوانات البحرية يتبع جنس ايفوزي ليلي من فصيلة الايفوزية.